# El Martí (Calldetenes)
El Martí és una masia de Calldetenes (Osona) inclosa a l'Inventari del Patrimoni Arquitectònic de Catalunya.

## Descripció
Masia de planta rectangular coberta a dues vessants amb el carener perpendicular a la façana situada a ponent. Consta de planta baixa, primer pis i golfes. A la façana s'hi adossa un cos de porxos sostinguts per pilars de base quadrada que abracen la planta i el primer pis. El teular vessa les aigües cap a ponent. El portal de la casa és rectangular amb llinda de fusta i el flanquegen dos portals més: al primer pis hi ha tres portals que menen al porxo i un dels quals presenta la llinda motllurada com una de les finestres que s'hi obren. La part de tramuntana presenta diverses obertures amb els carreus treballats. La part de llevant és gairebé cega i té un cos adossat. A migdia s'hi obre un portal i una finestra. La part baixa, a un dos metres, és construïda amb tàpia, mentre que la resta és pedra unida amb morter i arrebossat al damunt.

## Història
Masia que la trobem registrada en el Nomenclàtor de la província de Barcelona de l'any 1860. No presenta cap dada constructiva. En aquests documents consta com a "Masia casa de labranza".